# Безквадратно число
Безквадратно число в математиката е цяло положително число, което няма делител точен квадрат освен 1. Тъй като по дефиниция простите числа нямат делители различни от 1 и себе си, всяко просто число е и безквадратно (но не и обратното). Произведението на две различни прости числа също е безквадратно число.
Например 21 е безквадратно число, но 24 не е (24 се дели на 4, което е 2²).
Първите безквадратни числа са:
```
1, 2, 3, 5, 6, 7, 10, 11, 13, 14, 15, 17, 19, 21, 22, 23, 26, 29, 30, 31, 33, 34, 35, 37, 38, 39, 41, 42, 43, 46, 47, 51, 53, 55, 57, 58, 59, 61, 62, 65, 66, 67, 69, 70, 71, 73, 74, 77, 78, 79, 82, 83, 85, 86, 87, 89, 91, 93, 94, 95, 97, 101, 102, 103, 105, 106, 107, 109, 110, 111, 113 …
```

(последователност A005117 в OEIS)